# Fritz Nordström
Fritz Otto Abraham Nordström, född 1 augusti 1873 i Främmestads församling, Skaraborgs län, död 1958 i Stockholm, var en svensk maskiningenjör. Han var son till grosshandlare Sten Nordström.
Nordström blev elev vid Kungliga Tekniska högskolan 1893, avlade avgångsexamen 1896 och företog en studieresa i Nordamerika 1899–1900. Han var arbetare vid verkstäder i Sverige och Tyskland 1896–1898, ritare vid Nydqvist & Holms mekaniska verkstad i Trollhättan 1898–1899, maskiningenjör vid Gävle–Dala Järnväg 1900–1910 samt blev ban- och maskiningenjör och verkställande direktör vid Södra Dalarnes Järnväg 1910. Han blev därefter maskindirektör vid Gävle–Dala Järnväg 1919 och innehade motsvarande befattning vid Trafikförvaltningens Göteborg–Dalarne–Gävle (GDG) maskinavdelning i Åmål 1934–1936. Han författade även skrifter om det hans släkt tillhörande slottet Penningby i Uppland. Fritz Nordström är begravd på Gamla kyrkogården i Gävle.